# Nathalie Gendron
Nathalie Gendron (Lingolsheim, 9 de juliol de 1967) fou una ciclista francesa, guanyadora d'una medalla d'or, al Campionat del món en contrarellotge per equips.

## Palmarès en carretera
- 1990
  - 1a a la Chrono champenois[1]
- 1991
  -  Campiona del món en contrarellotge per equips (amb Marion Clignet, Cécile Odin i Catherine Marsal)
  - 1a a la Chrono champenois
  - 1a a la Chrono des Herbiers

## Palmarès en pista
- 1993
  -  Campiona de França en Puntuació